# نصر (سلاح)

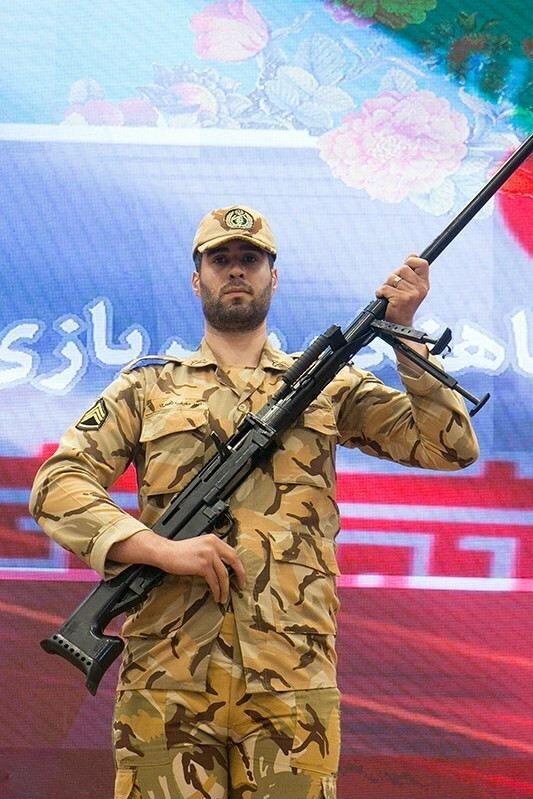
نمایی از سلاح نصر در دستان یک نیروی نظامی جمهوری اسلامی ایران - ۲۰۱۷

نصر، یک اسلحه‌ تک‌تیرانداز ۱۲,۷ میلی‌متری است. 
نصر در اصل یک تفنگ روسی او‌اس‌وی۹۶ است که در سایز ۱۲.۷x۱۰۸ میلی‌متر تولید می‌شود. این سلاح جدید با دقت بالا و قدرت شلیک بالا ساخته شده‌است. 

## همچنین ببینید
- اسلحه گاتلینگ